# 670 Ottegebe

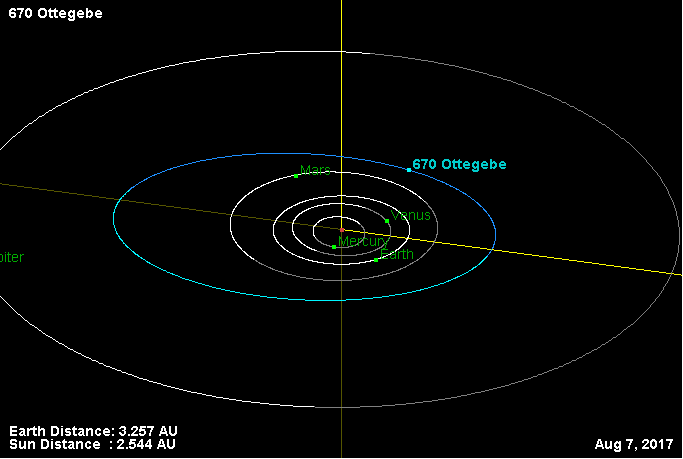
Orbita di 670 Ottegebe (in verde-azzurro)

670 Ottegebe è un asteroide della fascia principale del diametro medio di circa 34,07 km. Scoperto nel 1908, presenta un'orbita caratterizzata da un semiasse maggiore pari a 2,8039221 UA e da un'eccentricità di 0,1915654, inclinata di 7,53179° rispetto all'eclittica.
Il suo nome fa riferimento ad un personaggio del Der arme Heinrich, opera del poeta tedesco Gerhart Hauptmann.